# Melanie Bauschke

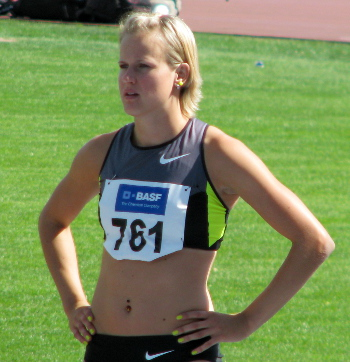
Melanie Bauschke beim Olympia-Qualifikationswettkampf 2012 in Mannheim

Melanie Bauschke (* 14. Juli 1988 in Berlin) ist eine ehemalige deutsche Leichtathletin, die im Weit- und Hochsprung antrat. Sie startete für den LAC Olympia 88 Berlin.

## Leben
Bauschke erhielt zunächst sechs Jahre eine Ausbildung in klassischem Tanz und Jazzdance. Im Jahr 2000 wechselte sie zur Leichtathletik mit dem Ziel Siebenkampf. Wegen des von ihr ungeliebten abschließenden 800-Meter-Laufes beendete sie im Sommer 2006 das Training als Mehrkämpferin.
Bauschke wurde 2008 Deutsche Hallenmeisterin im Weitsprung und siegte bei der Internationalen Golden Roof Challenge in Innsbruck. 2009 nahm sie an den Halleneuropameisterschaften in Turin und an den Weltmeisterschaften in Berlin teil, verpasste jedoch bei beiden Wettbewerben den Einzug in das Finale. Allerdings wurde sie im selben Jahr in Kaunas mit persönlicher Bestweite von 6,83 m U23-Europameisterin im Weitsprung und Zweite im Hochsprung.
Bei den Deutschen Leichtathletik-Meisterschaften 2011 in Kassel siegte Bauschke überraschend im Hochsprung, während sie in ihrer vermeintlich stärkeren Disziplin, dem Weitsprung, nur den vierten Rang erreichte. Drei Wochen später gewann sie bei der Universiade in Shenzhen die Bronzemedaille im Weitsprung. Bei den Europameisterschaften 2012 in Helsinki erreichte sie den achten Platz. Für die Weltmeisterschaften 2013 in Moskau konnte sie sich trotz konstanter Leistungen nicht qualifizieren.
2017 belegte Bauschke bei den Deutschen Meisterschaften in Erfurt den fünften Platz.
Mitte 2019 gab Bauschke nach den Europaspielen in Minsk (Belarus), wo sie Team-Kapitänin war und mit der Mannschaft Bronze holte, das Ende ihrer sportlichen Karriere bekannt, bleibt aber als stellvertretende Leiterin der Berliner Sportfördergruppe der Bundeswehr weiterhin dem Sport verbunden.

## Bestleistungen
- Weitsprung: 6,83 m (−0,3 m/s), 19. Juli 2009, Kaunas
  - Halle: 6,68 m, 2. Februar 2013, Karlsruhe
- Hochsprung: 1,90 m, 20. Juni 2009, Berlin
  - Halle: 1,89 m, 23. Januar 2010, Potsdam
- 60 m Hürden (Halle): 7,85 s, 23. Januar 2010, Potsdam
- 100 m Hürden: 13,75 s (+1,8 m/s), 19. Juni 2011, Berlin